# 1485
Il 1485 (MCDLXXXV in numeri romani) è un anno  del XV secolo.

## Eventi
- 22 agosto – Battaglia di Bosworth Field: Nello scontro finale della Guerra delle due rose, gli York subiscono una definitiva sconfitta. Il vincitore Enrico Tudor, discendente dei Beaufort, ramo illegittimo dei Lancaster, diviene re con il nome di Enrico VII, dando inizio alla dinastia reale dei Tudor.
- Sale al trono Enrico VII d'Inghilterra mettendo fine alla Guerra delle due rose.
- 30 settembre – Venne firmata una pace, seppur traballante, tesa a placare la guerra civile,  denominata la Congiura dei Baroni, scoppiata nell'Italia meridionale.
- Il Granducato di Mosca conquista il Principato di Tver'.

## Nati

### Marzo
- 11 marzo - Bernardo Clesio, cardinale italiano († 1539)

### Maggio
- 1º maggio - Roberto II Sanseverino, nobile italiano († 1508)

### Giugno
- 20 giugno - Astorre III Manfredi, politico († 1502)
- 24 giugno - Johannes Bugenhagen, religioso tedesco († 1558)
- 24 giugno - Elisabetta di Danimarca, principessa danese († 1555)

### Luglio
- 20 luglio - Giovanni Battista Ramusio, diplomatico, geografo e umanista italiano († 1557)

### Agosto
- 10 agosto - Luigi da Porto, scrittore e storiografo italiano († 1529)
- 22 agosto - Beato Renano, avvocato, editore e scrittore tedesco († 1547)

### Settembre
- 14 settembre - Anna di Meclemburgo-Schwerin, contessa († 1525)
- 27 settembre - Giovannangelo Arcimboldi, arcivescovo cattolico italiano († 1555)
- 27 settembre - Agostino Trivulzio, cardinale italiano († 1548)

### Ottobre
- 8 ottobre - Girolamo degli Albizi, politico e condottiero italiano († 1556)

### Novembre
- 1º novembre - Johannes Dantiscus, poeta e umanista polacco († 1548)
- 30 novembre - Veronica Gambara, poetessa italiana († 1550)

### Dicembre
- 16 dicembre - Caterina d'Aragona, principessa spagnola († 1536)

### Senza giorno specificato
- Alonso de Mendoza, militare spagnolo († 1550)
- Maestro di Giacomo IV di Scozia, miniatore e pittore fiammingo († 1526)
- Giannantonio Donato Acquaviva d'Aragona, nobile italiano († 1554)
- Francesco Alunno, grammatico italiano († 1556)
- Girolamo Appiani d'Aragona, nobile e militare italiano († 1559)
- Antoine Augereau, tipografo francese († 1534)
- Matteo Bandello, vescovo cattolico e scrittore italiano († 1561)
- Franjo Bosanac, compositore bosniaco († 1535)
- Enrique de Cardona, cardinale e arcivescovo cattolico spagnolo († 1530)
- Giovanni Battista Cicala Zoagli, doge († 1566)
- Joos van Cleve, pittore fiammingo († 1540)
- Duarte Coelho Pereira, militare e politico portoghese († 1553)
- Hernán Cortés, militare, condottiero e nobile spagnolo († 1547)
- Giovanni Giacomo Della Porta, scultore e architetto italiano († 1555)
- Dragut, ammiraglio e corsaro ottomano († 1565)
- Jean Duvet, incisore, orafo e medaglista francese († 1562)
- Dorotea Gonzaga, nobildonna italiana († 1538)
- Susanna Gonzaga, nobildonna italiana († 1556)
- Giovanna di Hochberg, nobile svizzera († 1543)
- Clément Janequin, compositore francese († 1558)
- Sebastiano del Piombo, pittore italiano († 1547)
- Pedro Machuca, architetto e pittore spagnolo († 1550)
- Pietro Margano, condottiero italiano († 1516)
- Blas Ortiz, umanista spagnolo († 1552)
- Paolo Pansa, poeta, umanista e latinista italiano († 1558)
- Teramo Piaggio, pittore italiano († 1554)
- Martinho de Portugal, arcivescovo cattolico, diplomatico e nobile portoghese († 1547)
- Guido II Rangoni, condottiero italiano († 1539)
- Gerolamo Rorario, umanista, scrittore e diplomatico italiano († 1556)
- John Russell, I conte di Bedford, politico e nobile inglese († 1555)
- Pier Francesco Sacchi, pittore italiano († 1528)
- Solomon Sirilio, rabbino spagnolo († 1554)
- Bartolomé Torres Naharro, poeta e drammaturgo spagnolo
- Simone I Ventimiglia, nobile, politico e militare italiano († 1544)
- Marco Girolamo Vida, umanista, poeta e vescovo cattolico italiano († 1566)
- Giano Vitale, teologo e poeta italiano († 1560)
- Mariano Vittori, umanista, teologo e vescovo cattolico italiano († 1572)
- Sayyida al-Hurra,  marocchina
- Carlo I de La Trémoille, nobile e condottiero francese († 1515)
- Leone l'Africano, geografo e esploratore berbero
- Gaspar de Ávalos de la Cueva, cardinale e arcivescovo cattolico spagnolo († 1545)

## Morti
- 18 gennaio - Andrea Grego da Peschiera, religioso italiano (n. 1400)
- 20 gennaio - Eustochia Calafato, monaca cristiana e badessa italiana (n. 1434)
- 6 febbraio - Ludovico Carbone, poeta, oratore e traduttore italiano (n. 1430)
- 14 febbraio - Giovanni Dacre, arcivescovo cattolico italiano
- 5 marzo - Cristoforo Macassoli, presbitero italiano
- 16 marzo - Anna Neville, sovrana inglese (n. 1456)
- 4 maggio - Michał Giedrojć, religioso lituano (n. 1420)
- 15 giugno - Filipa Moniz Perestrello, nobile portoghese (n. 1455)
- 18 giugno - Guglielmo I de La Marck, nobile e militare tedesco (n. 1446)
- 11 agosto - Pietro Foscari, cardinale italiano
- 22 agosto - John Howard, I duca di Norfolk, nobile inglese (n. 1421)
- 22 agosto - Riccardo III d'Inghilterra, sovrano (n. 1452)
- 17 settembre - Pietro d'Arbués, religioso spagnolo (n. 1441)
- 15 ottobre - Lorenzo Zane, patriarca cattolico italiano (n. 1429)
- 17 ottobre - Pietro II Dal Verme, condottiero italiano
- 17 ottobre - Giovanni d'Aragona, cardinale e abate italiano (n. 1456)
- 25 ottobre - Selçuk Hatun, principessa ottomana (n. 1407)
- 27 ottobre - Rudolf Agricola, umanista olandese (n. 1443)
- 4 novembre - Alfonso de Aragón y de Escobar, nobile spagnolo (n. 1417)
- 4 novembre - Francesca d'Amboise, monaca cristiana francese (n. 1427)
- 4 novembre - Giovanni Mocenigo, doge (n. 1409)
- 9 novembre - Ludovico Morbioli, beato italiano (n. 1433)
- 25 novembre - Ludovico Borgio, vescovo cattolico italiano
- Abu l-Hasan 'Ali, sultano
- Prospero Adorno, doge
- Angelo da Castro, giurista italiano (n. 1404)
- Pietru Caxaro, poeta, scrittore e giudice maltese (n. 1400)
- Agostino Cazzuli, religioso italiano
- Ferdinando da Cordova, filosofo spagnolo (n. 1425)
- Urbano Fieschi, vescovo cattolico italiano
- Bartolomea Fregoso, nobildonna italiana
- Vuk Grgurević, sovrano serbo (n. 1439)
- Lorenzo Lippi da Colle, poeta e letterato italiano
- Pietro Lodron, nobile italiano
- Ambrogio Massari, teologo italiano
- Orso Orsini, vescovo cattolico italiano
- Alexander Stewart, condottiero scozzese (n. 1454)
- Suvanna Ban Lang, sovrano laotiano (n. 1455)
- Pasquino da Montepulciano, scultore e architetto italiano

## Calendario
| Calendario 1485 | Calendario 1485 | Calendario 1485 | Calendario 1485 | Calendario 1485 | Calendario 1485 | Calendario 1485 | Calendario 1485 | Calendario 1485 | Calendario 1485 | Calendario 1485 | Calendario 1485 | Calendario 1485 | Calendario 1485 | Calendario 1485 | Calendario 1485 | Calendario 1485 | Calendario 1485 | Calendario 1485 | Calendario 1485 | Calendario 1485 | Calendario 1485 | Calendario 1485 | Calendario 1485 | Calendario 1485 | Calendario 1485 | Calendario 1485 | Calendario 1485 | Calendario 1485 | Calendario 1485 | Calendario 1485 | Calendario 1485 | Calendario 1485 |
| --------------- | --------------- | --------------- | --------------- | --------------- | --------------- | --------------- | --------------- | --------------- | --------------- | --------------- | --------------- | --------------- | --------------- | --------------- | --------------- | --------------- | --------------- | --------------- | --------------- | --------------- | --------------- | --------------- | --------------- | --------------- | --------------- | --------------- | --------------- | --------------- | --------------- | --------------- | --------------- | --------------- |
|                 | 1               | 2               | 3               | 4               | 5               | 6               | 7               | 8               | 9               | 10              | 11              | 12              | 13              | 14              | 15              | 16              | 17              | 18              | 19              | 20              | 21              | 22              | 23              | 24              | 25              | 26              | 27              | 28              | 29              | 30              | 31              |                 |
| Gennaio         | Sa              | Do              | Lu              | Ma              | Me              | Gi              | Ve              | Sa              | Do              | Lu              | Ma              | Me              | Gi              | Ve              | Sa              | Do              | Lu              | Ma              | Me              | Gi              | Ve              | Sa              | Do              | Lu              | Ma              | Me              | Gi              | Ve              | Sa              | Do              | Lu              |                 |
| Febbraio        | Ma              | Me              | Gi              | Ve              | Sa              | Do              | Lu              | Ma              | Me              | Gi              | Ve              | Sa              | Do              | Lu              | Ma              | Me              | Gi              | Ve              | Sa              | Do              | Lu              | Ma              | Me              | Gi              | Ve              | Sa              | Do              | Lu              |                 |                 |                 |                 |
| Marzo           | Ma              | Me              | Gi              | Ve              | Sa              | Do              | Lu              | Ma              | Me              | Gi              | Ve              | Sa              | Do              | Lu              | Ma              | Me              | Gi              | Ve              | Sa              | Do              | Lu              | Ma              | Me              | Gi              | Ve              | Sa              | Do              | Lu              | Ma              | Me              | Gi              |                 |
| Aprile          | Ve              | Sa              | Do              | Lu              | Ma              | Me              | Gi              | Ve              | Sa              | Do              | Lu              | Ma              | Me              | Gi              | Ve              | Sa              | Do              | Lu              | Ma              | Me              | Gi              | Ve              | Sa              | Do              | Lu              | Ma              | Me              | Gi              | Ve              | Sa              |                 |                 |
| Maggio          | Do              | Lu              | Ma              | Me              | Gi              | Ve              | Sa              | Do              | Lu              | Ma              | Me              | Gi              | Ve              | Sa              | Do              | Lu              | Ma              | Me              | Gi              | Ve              | Sa              | Do              | Lu              | Ma              | Me              | Gi              | Ve              | Sa              | Do              | Lu              | Ma              |                 |
| Giugno          | Me              | Gi              | Ve              | Sa              | Do              | Lu              | Ma              | Me              | Gi              | Ve              | Sa              | Do              | Lu              | Ma              | Me              | Gi              | Ve              | Sa              | Do              | Lu              | Ma              | Me              | Gi              | Ve              | Sa              | Do              | Lu              | Ma              | Me              | Gi              |                 |                 |
| Luglio          | Ve              | Sa              | Do              | Lu              | Ma              | Me              | Gi              | Ve              | Sa              | Do              | Lu              | Ma              | Me              | Gi              | Ve              | Sa              | Do              | Lu              | Ma              | Me              | Gi              | Ve              | Sa              | Do              | Lu              | Ma              | Me              | Gi              | Ve              | Sa              | Do              |                 |
| Agosto          | Lu              | Ma              | Me              | Gi              | Ve              | Sa              | Do              | Lu              | Ma              | Me              | Gi              | Ve              | Sa              | Do              | Lu              | Ma              | Me              | Gi              | Ve              | Sa              | Do              | Lu              | Ma              | Me              | Gi              | Ve              | Sa              | Do              | Lu              | Ma              | Me              |                 |
| Settembre       | Gi              | Ve              | Sa              | Do              | Lu              | Ma              | Me              | Gi              | Ve              | Sa              | Do              | Lu              | Ma              | Me              | Gi              | Ve              | Sa              | Do              | Lu              | Ma              | Me              | Gi              | Ve              | Sa              | Do              | Lu              | Ma              | Me              | Gi              | Ve              |                 |                 |
| Ottobre         | Sa              | Do              | Lu              | Ma              | Me              | Gi              | Ve              | Sa              | Do              | Lu              | Ma              | Me              | Gi              | Ve              | Sa              | Do              | Lu              | Ma              | Me              | Gi              | Ve              | Sa              | Do              | Lu              | Ma              | Me              | Gi              | Ve              | Sa              | Do              | Lu              |                 |
| Novembre        | Ma              | Me              | Gi              | Ve              | Sa              | Do              | Lu              | Ma              | Me              | Gi              | Ve              | Sa              | Do              | Lu              | Ma              | Me              | Gi              | Ve              | Sa              | Do              | Lu              | Ma              | Me              | Gi              | Ve              | Sa              | Do              | Lu              | Ma              | Me              |                 |                 |
| Dicembre        | Gi              | Ve              | Sa              | Do              | Lu              | Ma              | Me              | Gi              | Ve              | Sa              | Do              | Lu              | Ma              | Me              | Gi              | Ve              | Sa              | Do              | Lu              | Ma              | Me              | Gi              | Ve              | Sa              | Do              | Lu              | Ma              | Me              | Gi              | Ve              | Sa              |                 |